# SING (DEEPの曲)
「SING」（シング）は、DEEPの17枚目のシングル。2018年2月28日にSony Music Associated Recordsから発売された。

## 概要
- 前作の｢MAYDAY」から約2年後のシングルである。
- CD+DVD（初回生産限定盤）、CDのみ（通常盤）2形態で発売。

## 収録曲

### CD+DVD（初回生産限定盤）
CD
1. SING
作詞：DEEP、作曲・編曲：春川仁志
2. Guess What Girl
作詞：michico　作曲：T.Kura・michico
3. SING (Instrumental)
4. Guess What Girl (Instrumental)

DVD
Video Clip
1. SING

### CDのみ（通常盤）
CD
1. SING
2. Guess What Girl
3. Turn Back Time
4. SING (Instrumental)
5. Guess What Girl (Instrumental)
6. Turn Back Time（Instrumental）